# یورکا فوربس
یورکا فوربس (انگلیسی: Eureka Forbes) شرکت لوازم خانگی هندی است، که در سال ۱۹۸۲ تأسیس شد.